# Oberloisdorf
Oberloisdorf est une commune autrichienne du district d'Oberpullendorf dans le Burgenland.